# Iodowynnea auriformis
Iodowynnea auriformis är en svampart som först beskrevs av Pat. ex Le Gal, och fick sitt nu gällande namn av Medel, Guzmán & S. Chacón 1996. Iodowynnea auriformis ingår i släktet Iodowynnea och familjen Pezizaceae.   Inga underarter finns listade i Catalogue of Life.